# Heliocypha mariae
Heliocypha mariae är en trollsländeart som först beskrevs av Maurits Anne Lieftinck 1930.  Heliocypha mariae ingår i släktet Heliocypha och familjen Chlorocyphidae. Inga underarter finns listade i Catalogue of Life.